# Špačince
Špačince é um município da Eslováquia, situado no distrito de Trnava, na região de Trnava. Tem 22,1 km² de área e sua população em 2019 foi estimada em 3010 habitantes.

## Demografia
| Ano:        | 1994 | 2004   | 2014    | 2024    |
| ----------- | ---- | ------ | ------- | ------- |
| Broj ljudi: | 2039 | 2018   | 2613    | 3378    |
| Razlika:    |      | -1,02% | +29,48% | +29,27% |

| Ano:               | 2023 | 2024   |
| ------------------ | ---- | ------ |
| Número de pessoas: | 3383 | 3378   |
| Diferença:         |      | -0,14% |